# David Macdonald (biolog)
David Whyte Macdonald CBE FRSE, född 1951, är en skotsk zoolog och naturvårdare.